# Liste von Burgen, Schlössern und Festungen im Département Corrèze
Die Liste von Burgen, Schlössern und Festungen im Département Corrèze listet bestehende und abgegangene Anlagen im Département Corrèze auf. Das Département zählt zur Region Nouvelle-Aquitaine in Frankreich.

Wappen des Départements Corrèze (19)
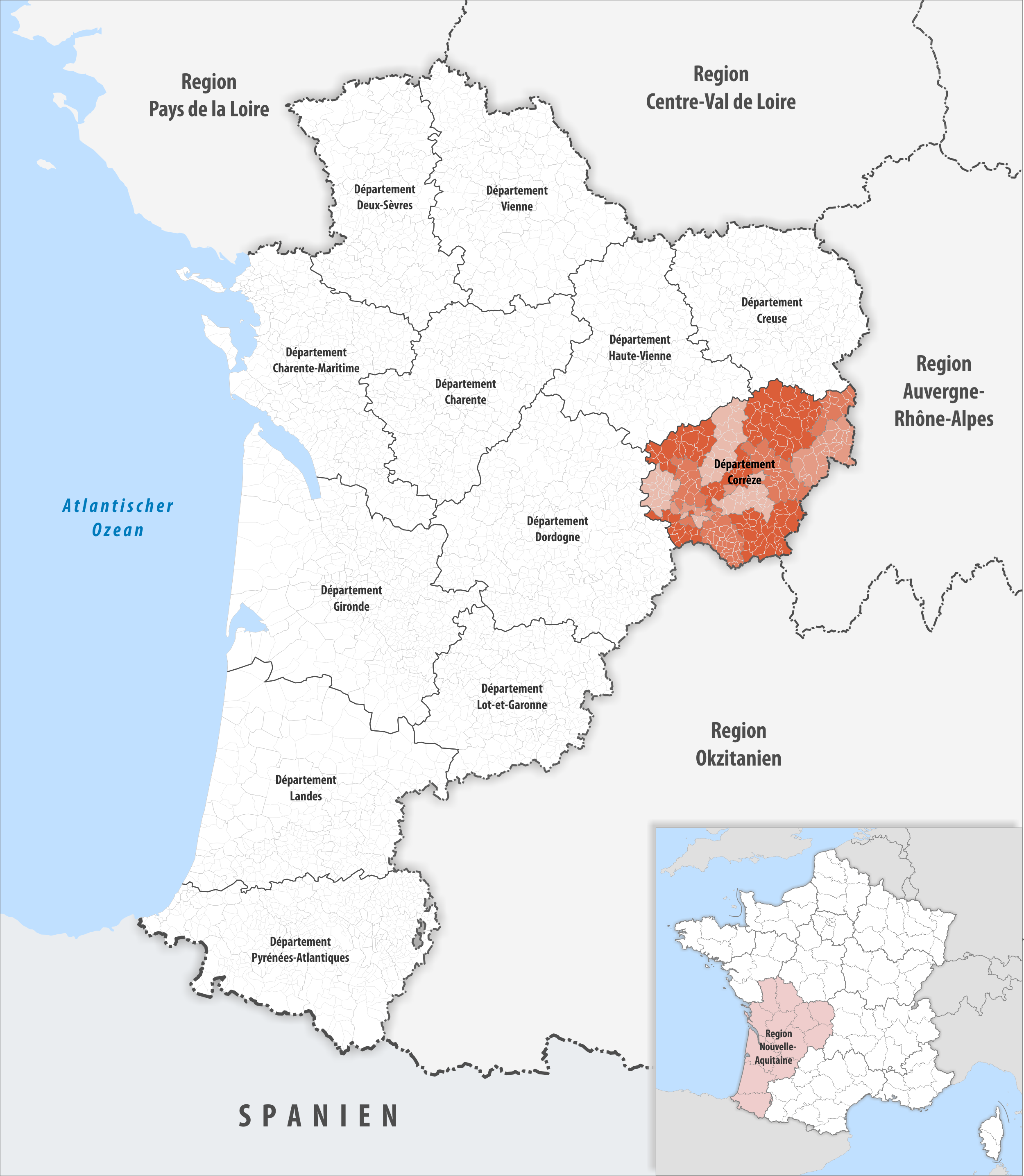
Lage des Départements Corrèze in der Region Nouvelle-Aquitaine
Lage der Region Nouvelle-Aquitaine in Frankreich

## Liste
Bestand am 13. September 2022: 36
| Name deu / fra                                                 | Gemeinde / Lage                  | Typ (Untertyp)       | Bemerkungen                                                                                   | Bild |
| -------------------------------------------------------------- | -------------------------------- | -------------------- | --------------------------------------------------------------------------------------------- | ---- |
| Schloss Ambrugeat Château d'Ambrugeat                          | Ambrugeat                        | Schloss              | In einen Bauernhof umgewandelt                                                                |      |
| Schloss Bity Château de Bity                                   | Sarran 45,407002° N, 1,940609° O | Schloss              | Im Besitz der Familie von Jacques Chirac, neben dem Museum über den ehemaligen Präsidenten    |      |
| Schloss La Borde Château de La Borde                           | Ussel                            | Schloss              |                                                                                               |      |
| Türme Carbonnières Tours de Carbonnières                       | Goulles                          | Burg                 | Ruine                                                                                         |      |
| Burg Charlus-Chabanne Château de Charlus-Chabanne              | Saint-Exupéry-les-Roches         | Burg                 | Ruine                                                                                         |      |
| Burg Charlus-le-Pailhoux Château de Charlus-le-Pailhoux        | Saint-Exupéry-les-Roches         | Burg                 | Ruine                                                                                         |      |
| Burg Comborn Château de Comborn                                | Orgnac-sur-Vézère                | Burg                 | Ruinen und Bauten aus dem 11., 14., 15. und 17. Jahrhundert. Wiege der Vizegrafschaft Comborn |      |
| Burg Couzages Château de Couzages                              | Chasteaux                        | Burg                 | Ruine                                                                                         |      |
| Schloss La Diège Château de la Diège                           | Ussel                            | Schloss              |                                                                                               |      |
| Schloss Forsac Château de Forsac                               | Benayes                          | Schloss              |                                                                                               |      |
| Schloss Ebraly Château de l'Ebraly                             | Ussel                            | Schloss              | (Saint-Dézery)                                                                                |      |
| Schloss La Gâne Château de la Gâne                             | Saint-Exupéry-les-Roches         | Schloss              |                                                                                               |      |
| Schloss Le Jassoneix Château du Jassoneix                      | Meymac                           | Schloss              | Seit 1981 von Trappistinnen bewohnt                                                           |      |
| Schloss La Johannie Château de la Johannie                     | Curemonte                        | Schloss              |                                                                                               |      |
| Schloss Lespinasse Château de Lespinasse (La Tourette)         | Ussel                            | Schloss              |                                                                                               |      |
| Renaissancehaus Lubersac Maison Renaissance de Lubersac        | Lubersac                         | Schloss (Herrenhaus) | Heute das Tourismusbüro von Lubersac                                                          |      |
| Burg Merle Tours de Merle                                      | Saint-Geniez-ô-Merle             | Burg                 | Ruine                                                                                         |      |
| Schloss La Mothe Château de La Mothe                           | Ussel                            | Schloss              |                                                                                               |      |
| Schloss Pierrefitte Château de Pierrefitte                     | Sarroux-Saint Julien             | Schloss              |                                                                                               |      |
| Schloss Les Plas Château des Plas                              | Curemonte                        | Schloss              |                                                                                               |      |
| Schloss Pompadour Château de Pompadour                         | Arnac-Pompadour                  | Schloss              | Heute nationales Gestüt und Pferdezucht                                                       |      |
| Schloss Le Puy-de-Val Château du Puy-de-Val                    | Espagnac                         | Schloss              |                                                                                               |      |
| Schloss Rochefort Château de Rochefort                         | Sornac                           | Schloss              |                                                                                               |      |
| Schloss Saint-Germain-Lavolps Château de Saint-Germain-Lavolps | Saint-Germain-Lavolps            | Schloss              |                                                                                               |      |
| Burg Saint-Hilaire Château de Saint-Hilaire                    | Curemonte                        | Burg                 |                                                                                               |      |
| Schloss Saint-Priest-de-Gimel Château de Saint-Priest-de-Gimel | Saint-Priest-de-Gimel            | Schloss              |                                                                                               |      |
| Schloss Les Salles Châteaux des Salles                         | Ussel                            | Schloss              |                                                                                               |      |
| Schloss Sédières Château de Sédières                           | Clergoux                         | Schloss              |                                                                                               |      |
| Burg Ségur Château de Ségur                                    | Ségur-le-Château                 | Burg                 | Ruine                                                                                         |      |
| Burg Servières Château de Servières                            | Servières-le-Château             | Burg                 | Ruine                                                                                         |      |
| Schloss Le Theil Château du Theil                              | Ussel                            | Schloss              |                                                                                               |      |
| Burg Turenne Château de Turenne                                | Turenne                          | Burg                 | Ruine                                                                                         |      |
| Schloss Vaux Château de Vaux                                   | Sarroux-Saint Julien             | Schloss              |                                                                                               |      |
| Burg Ventadour Château de Ventadour                            | Moustier-Ventadour               | Burg                 | Ruine                                                                                         |      |
| Schloss Ventadour Hôtel Ventadour                              | Ussel                            | Schloss (Hôtel)      | Wurde 1976 auf einer französischen Briefmarke abgebildet                                      |      |
| Schloss Le Verdier Château du Verdier                          | Lubersac                         | Schloss              |                                                                                               |      |